# Oued Amlil
Oued Amlil (en arabe : واد أمليل Wad Amlil, en tamazight ⴰⵙⵉⴼ ⴰⵎⵍⵉⵍ Asif Amlil) est une commune urbaine de la province de Taza. Elle est située dans la région administrative de Fès-Meknès. Oued Amlil, de son vrai nom Asif Amlil, signifie en tamazight la rivière blanche ou la vallée blanche. Oued Amlil marque la frontière géographique et culturelle entre le Maroc Occidental et le Maroc Oriental dont elle est la porte d'entrée.
Il existe différentes fractions de Oued Amlil comme « Sidi Abdallah » et « Kawan ».
La ville est très connu pour ses restaurants.

## Localisation
Oued Amlil est situé en plein pays Ghiata sur la route nationale N6 entre Fès et Taza, à 29 km de cette dernière. Elle est également accessible par un échangeur dédié sur l'autoroute A2. Reliée également par la 5409 vers les communes de Tsoul.

## Démographie
- 1994 : 6524 hab.
- 2004 : 8246 hab.
- 2014 : 10 405 hab

## Sources
- (en) Oued Amlil sur le site de Falling Rain Genomics, Inc.